# The Child Eater
The Child Eater (englisch für Der Kinderfresser) ist ein britischer Kurzfilm von 1989 unter der Regie von Jonathan Tammuz. Die Hauptrollen sind besetzt mit Alun Armstrong, Lindsay Duncan und Lucy Rivers. Produziert wurde der Film von Stephen-Tammuz Productions, der Produktionsfirma von Tammuz und dessen Ehefrau Lib Stephen, die auch das Drehbuch beisteuerte. Der Film war in der Kategorie „Bester Kurzfilm“ für einen Oscar nominiert.

## Inhalt
Die achtjährige Betty wird 1954 zu ihrer Tante und ihrem Onkel geschickt, die auf einer abgelegenen walisischen Farm wohnen. Bettys Stiefvater meint zum Abschied mehr im Scherz, dass Onkel Stefano kleine Mädchen fresse, die sich nicht benehmen würden. Seine unbedachten Worte lösen bei dem Kind Fantasien aus, die dazu führen, dass es sich nicht sicher ist, ob die Worte des Stiefvaters vielleicht wirklich wahr sein könnten. Betty beobachtet ihren Onkel voller Misstrauen und ordnet alles, was sie sieht, den Worten des Stiefvaters unter. Als sie ein verschnürtes Bündel findet, das neben zwei abgeschnittenen Zöpfen auch einen Zeitungsabschnitt mit Bild über ein verschwundenes Mädchen enthält, das Zöpfe trug, gehen ihre Gedanken wild durcheinander.
Von ihrer Tante erfährt sie, dass es sich bei dem Mädchen auf dem Zeitungsfoto um die verlorene Tochter des Paares handelt. Der Verlust ihres Kindes sei für ihren Onkel und sie zutiefst schmerzlich. Betty kann nun das, was sie gesehen hat, sehr viel besser einordnen und fasst Vertrauen zu ihrem traurigen Onkel. Sie vertraut ihm sogar an, dass sie ihren Stiefvater nicht leiden könne, ihre Mutter aber sehr liebe. Von nun an streifen Betty und ihr Onkel gemeinsam durch die karge Landschaft, die die Farm umgibt.

## Auszeichnungen
Beim Chicago International Film Festival 1989 wurde Jonathan Tammuz für einen Gold Hugo in der Kategorie „Bester Kurzfilm“ nominiert. Tammuz erhielt 1990 auch eine Oscarnominierung in derselben Kategorie.